# Langeskov
Langeskov is een plaats en voormalige gemeente in de Deense regio Zuid-Denemarken, gemeente Kerteminde. De plaats telt 4090 inwoners (2020). Het dorp ligt aan de spoorlijn Nyborg - Fredericia. Het oude stationsgebouw uit 1865 is vervangen door een kale halte. 

## Voormalige gemeente
De oppervlakte bedroeg 43,45 km². De gemeente telde 6365 inwoners (cijfers 2005). In 2007 ging de gemeente op in gemeente Kerteminde.